# 15762 Rühmann
15762 Rühmann è un asteroide della fascia principale. Scoperto nel 1992, presenta un'orbita caratterizzata da un semiasse maggiore pari a 2,5418476 UA e da un'eccentricità di 0,2195588, inclinata di 4,19201° rispetto all'eclittica.